# Kevin Quackenbush
Kevin Quackenbush, né le 28 novembre 1988 à Land O' Lakes (Floride, États-Unis), est un lanceur droitier des Ligues majeures de baseball jouant avec les Padres de San Diego.

## Carrière
Stoppeur des Bulls de l'université du Sud de la Floride, Kevin Quackenbush est un choix de huitième ronde des Padres de San Diego en 2011. Promu au niveau Triple-A des ligues mineures en 2013, Quackenbush fait ses débuts dans le baseball majeur avec San Diego le 25 avril 2014.